# Стійкі органічні забруднювачі
Стійкі органічні забруднювачі (СОЗ) — це органічні сполуки, які стійкі до розкладання за допомогою хімічних, біологічних і фотолітичних процесів. Це токсичні хімічні речовини, які негативно впливають на здоров'я людини та навколишнє середовище в усьому світі. Оскільки вони можуть переноситися вітром і водою, більшість СОЗ, що утворюються в одній країні, можуть впливати й впливають на людей і дику природу далеко від місця їх використання та викиду.
Вплив СОЗ на здоров'я людини та навколишнє середовище обговорювався міжнародним співтовариством під час Стокгольмської конвенції про стійкі органічні забруднювачі в 2001 році з наміром ліквідувати або суворо обмежити їх виробництво.
Більшість СОЗ є пестицидами або інсектицидами, а деякі також є розчинниками, фармацевтичними препаратами та промисловими хімікатами. Хоча деякі СОЗ виникають природним шляхом (наприклад, з вулканів), більшість з них створені людиною. «Брудна дюжина» СОЗ, визначених Стокгольмською конвенцією, включає альдрин, хлордан, дільдрин, ендрин, гептахлор, гектахлорбензол, мірекс, токсафен, Поліхлоровані дифеніли, ДДТ, діоксини та поліхлоровані дибензофурани.

## Наслідки наполегливості
СОЗ зазвичай являють собою галогеновані органічні сполуки (див. списки нижче) і, як такі, виявляють високу розчинність у ліпідах. З цієї причини вони біоакумулюються в жирових тканинах. Галогеновані сполуки також виявляють велику стабільність, що відображає нереакційну здатність зв'язків C-Cl до гідролізу та фотолітичної деградації. Стабільність і ліпофільність органічних сполук часто корелює з їх вмістом галогенів, тому полігалогеновані органічні сполуки викликають особливе занепокоєння. Вони негативно впливають на навколишнє середовище за допомогою двох процесів: транспортування на великі відстані, що дозволяє їм подорожувати далеко від джерела, та біоакумуляції, яка повторно концентрує ці хімічні сполуки до потенційно небезпечних рівнів. Сполуки, що входять до складу СОЗ , також класифікуються як СБТ (стійкі, біоакумулятивні та токсичні) або ТОМЗ (токсичні органічні мікрозабруднювачі).

### Перевезення на великі відстані
СОЗ переходять у газову фазу за певних температур навколишнього середовища та випаровуються з ґрунту, рослинності та водойм в атмосферу, протистоячи реакціям розпаду в повітрі, щоб подолати великі відстані перед тим, як повторно осісти. Це призводить до накопичення СОЗ у районах, розташованих далеко від того місця, де вони використовувалися або викидалися, зокрема в середовищах, де СОЗ ніколи не потрапляли, наприклад в Антарктиці та за полярним колом. СОЗ можуть бути присутніми у вигляді парів в атмосфері або зв'язаними з поверхнею твердих частинок (аерозолі). Визначальним фактором для переносу на великі відстані є частка СОЗ, яка адсорбується на аерозолях. В адсорбованій формі він — на відміну від газової фази — захищений від фотоокислення, тобто прямого фотолізу, а також окислення радикалами ОН або озоном.
СОЗ мають низьку розчинність у воді, але легко захоплюються твердими частинками та розчиняються в органічних рідинах (маслах, жирах і рідкому паливі). СОЗ нелегко розкладаються в навколишньому середовищі завдяки своїй стабільності та низькій швидкості розкладання. Завдяки такій здатності до транспортування на великі відстані забруднення навколишнього середовища СОЗ є значним навіть у тих районах, де СОЗ ніколи не використовувалися, і залишатимуться в цих середовищах через роки після введення обмежень через їх стійкість до деградації.

### Біонакопичення
Біонакопичення СОЗ зазвичай пов'язане з високою розчинністю сполук у ліпідах і здатністю накопичуватися в жирових тканинах живих організмів протягом тривалого часу. Стійкі хімічні речовини, як правило, мають вищі концентрації та виводяться повільніше. Накопичення в їжі або біоакумуляція є ще однією характерною ознакою СОЗ, оскільки СОЗ просуваються вгору харчовим ланцюгом, їх концентрація збільшується в міру їх обробки та метаболізму в певних тканинах організмів. Природна здатність шлунково-кишкового тракту тварин концентрувати проковтнуті хімічні речовини разом із поганим метаболізмом і гідрофобною природою СОЗ робить такі сполуки дуже чутливими до біоакумуляції. Таким чином, СОЗ не тільки зберігаються в навколишньому середовищі, але також, коли їх поглинають тварини, вони біоакумулюються, збільшуючи свою концентрацію та токсичність у навколишньому середовищі. Це збільшення концентрації називається біозбільшенням, тобто організми, які знаходяться вище в харчовому ланцюгу, мають більше накопичення СОЗ. Біонакопичення та перенос на великі відстані є причиною, чому СОЗ можуть накопичуватися в організмах, таких як кити, навіть у віддалених районах, таких як Антарктида.

## Стокгольмська конвенція про стійкі органічні забруднювачі

Держави-учасниці Стокгольмської конвенції про стійкі органічні забруднювачі

Стокгольмська конвенція була прийнята та втілена в життя Програмою ООН з навколишнього середовища (ЮНЕП) 22 травня 2001 року. ЮНЕП вирішила, що в майбутньому регулювання СОЗ необхідно розглядати глобально. Метою угоди є «захист здоров'я людини та навколишнього середовища від стійких органічних забруднювачів». Станом на 2014 рік Стокгольмську конвенцію дотримуються 179 країн. Конвенція та її учасники визнали потенційну токсичність СОЗ для людини та навколишнього середовища. Вони визнають, що СОЗ мають потенціал для транспортування на великі відстані, біоакумуляції та біозбільшення. Конвенція має на меті вивчити, а потім судити, чи можна класифікувати ряд хімічних речовин, які були розроблені завдяки прогресу технології та науки, як СОЗ. На першому засіданні в 2001 році було складено попередній список, названий «брудною дюжиною», хімічних речовин, які класифікуються як СОЗ. Станом на 2022 рік США підписали Стокгольмську конвенцію, але не ратифікували її. Є кілька інших країн, які не ратифікували конвенцію, але більшість країн світу ратифікували конвенцію.

### Сполуки зі списку Стокгольмської конвенції
У травні 1995 року Рада керуючих ЮНЕП дослідила СОЗ. Спочатку Конвенція визнавала лише дванадцять СОЗ за їхній шкідливий вплив на здоров'я людини та навколишнє середовище, наклавши глобальну заборону на ці особливо шкідливі та токсичні сполуки та вимагаючи від сторін вжити заходів для усунення або зменшення викидів СОЗ у навколишнє середовище.
1. Альдрин — інсектицид, який використовується в ґрунтах для знищення термітів, коників, західного кукурудзяного метелика та інших шкідників, також вбиває птахів, риб і людей. Люди піддаються впливу альдрина переважно через молочні продукти та м'ясо тварин.
2. Хлордан — інсектицид, який використовується для боротьби з термітами та при вирощуванні ряду сільськогосподарських культур, є смертельним для різних видів птахів, включаючи качок крижнів, білих перепелів та рожевих креветок; це хімічна речовина, яка залишається в ґрунті з періодом напіврозпаду в один рік. Вважається, що хлордан впливає на імунну систему людини і класифікується як можливий канцероген для людини. Вважається, що основним шляхом впливу хлордану на людину є забруднення повітря.
3. Дільдрин — пестицид, який використовується для боротьби з термітами, шкідниками текстилю, хворобами, що передаються комахами, та комахами, що живуть у сільськогосподарських ґрунтах. У ґрунті та в організмі комах альдрин може окислюватися, що призводить до швидкого перетворення на дильдрин. Період напіврозпаду ділдрина становить приблизно п'ять років. Дільдрин є високотоксичним для риб та інших водних тварин, особливо жаб, у ембріонів яких після впливу низьких рівнів можуть розвинутися деформації хребта. Дільдрин пов'язують з хворобою Паркінсона, раком молочної залози і класифікують як імунотоксичну, нейротоксичну речовину, що порушує роботу ендокринної системи. Залишки дільдрину були виявлені в повітрі, воді, ґрунті, рибі, птахах і ссавцях. Людина потрапляє до організму з їжею, головним чином, через харчові продукти.
4. Ендрин — інсектицид, який розпилюють на листя сільськогосподарських культур і використовують для боротьби з гризунами. Тварини можуть метаболізувати ендрин, тому накопичення в жировій тканині не є проблемою, однак хімікат має тривалий період напіврозпаду в ґрунті — до 12 років. Ендрин є високотоксичним нейротоксином для водних тварин і людей. Людина потрапляє в організм переважно через їжу.
5. Гептахлор — пестицид, який переважно використовується для знищення ґрунтових комах і термітів, а також бавовняних комах, коників, інших шкідників сільськогосподарських культур і малярійних комарів. Гептахлор, навіть у дуже низьких дозах, був пов'язаний зі зменшенням чисельності кількох популяцій диких птахів — канадських гусей та американських пустельг. Лабораторні тести показали, що високі дози гептахлору є смертельними, з несприятливими змінами поведінки та зниженням репродуктивного успіху при низьких дозах, і класифікуються як можливий канцероген для людини. Вплив на людину відбувається переважно через їжу.
6. Гексахлорбензол (ГХБ) був вперше застосований у 1945-59 роках для обробки насіння, оскільки він може вбивати грибки на продовольчих культурах. Споживання обробленого ГХБ зерна асоціюється з фоточутливими ураженнями шкіри, коліками, виснаженням і порушенням обміну речовин, яке називається порфірія турцика, що може призвести до летального результату. Матері, які передавали ГХБ своїм немовлятам через плаценту та грудне молоко, мали обмежений репродуктивний успіх, включаючи дитячу смертність. Людина потрапляє до організму переважно через їжу.
7. Мірекс — інсектицид, що використовується проти мурах і термітів або як антипірен у пластмасах, гумі та електротоварах. Мірекс є одним з найбільш стабільних і стійких пестицидів з періодом напіврозпаду до 10 років. Мірекс токсичний для кількох видів рослин, риб і ракоподібних, а також має канцерогенну дію на людину. Люди піддаються впливу переважно через м'ясо тварин, рибу та дичину.
8. Токсафен — інсектицид, що використовується для обробки бавовни, зернових, фруктів, горіхів та овочів, а також для боротьби з кліщами та кліщами у домашніх тварин. Широке використання токсафену в США та хімічна стійкість, з періодом напіврозпаду до 12 років у ґрунті, призводить до залишкових кількостей токсафену в навколишньому середовищі. Токсафен є високотоксичним для риби, викликаючи різке схуднення і зниження життєздатності ікри. Вплив на людину відбувається переважно через їжу. Хоча токсичність токсафену для людини є низькою, сполука класифікується як можливий канцероген для людини.
9. Поліхлоровані дифеніли (ПХБ), що використовуються як теплоносії, в електричних трансформаторах і конденсаторах, а також як добавки до фарб, безвуглецевого копіювального паперу та пластмас. Стійкість залежить від ступеня галогенування, приблизний період напіврозпаду становить 10 років. ПХБ токсичні для риби у високих дозах, а в малих дозах спричиняють порушення нересту. Вплив на людину відбувається через їжу і пов'язаний з порушенням репродуктивної функції та пригніченням імунітету. Негайні наслідки впливу ПХБ включають пігментацію нігтів і слизових оболонок та набряк повік, а також втому, нудоту і блювоту. Вплив передається від покоління до покоління, оскільки хімічна речовина може зберігатися в організмі матері до 7 років, що призводить до затримки розвитку та проблем з поведінкою у її дітей. Забруднення харчових продуктів призвело до широкомасштабного впливу ПХБ.
10. Дихлордифенілтрихлоретан (ДДТ) — найвідоміший СОЗ. Він широко використовувався як інсектицид під час Другої світової війни для захисту від малярії та тифу. Після війни ДДТ використовувався як сільськогосподарський інсектицид. У 1962 році американський біолог Рейчел Карсон опублікувала книгу «Мовчазна весна», в якій описала вплив розпилення ДДТ на навколишнє середовище та здоров'я людей у США. Стійкість ДДТ у ґрунті протягом 10-15 років після застосування призвела до того, що залишки ДДТ широко розповсюдилися по всьому світу, включаючи Арктику, навіть незважаючи на те, що в більшості країн світу його використання було заборонено або суворо обмежено. ДДТ є токсичним для багатьох організмів, включаючи птахів, для яких він є шкідливим для розмноження через потоншення шкаралупи яєць. ДДТ можна виявити в продуктах харчування з усього світу, і ДДТ, що передається з їжею, залишається найбільшим джерелом впливу на людину. Короткочасний гострий вплив ДДТ на людину обмежений, проте довготривалий вплив пов'язаний з хронічними наслідками для здоров'я, включаючи підвищений ризик розвитку раку та діабету, зниження репродуктивної функції та неврологічні захворювання.
11. Діоксини — ненавмисні побічні продукти високотемпературних процесів, таких як неповне згоряння палива та виробництво пестицидів. Діоксини зазвичай виділяються при спалюванні лікарняних відходів, муніципальних відходів та небезпечних відходів, а також автомобільних викидів, торфу, вугілля та деревини. Діоксини асоціюються з низкою несприятливих наслідків для людини, включаючи імунні та ферментні розлади, хлоракне, і класифікуються як можливий канцероген для людини. У лабораторних дослідженнях впливу діоксинів було виявлено збільшення кількості вроджених дефектів і мертвонароджень, а також смертельні випадки впливу цих речовин. Їжа, особливо тваринного походження, є основним джерелом впливу діоксинів на людину. Діоксини були присутні в Agent Orange, який використовувався Сполученими Штатами в хімічній війні проти В'єтнаму і спричинив руйнівні наслідки для кількох поколінь як в'єтнамського, так і американського цивільного населення.
12. Поліхлоровані дибензофурани — побічні продукти високотемпературних процесів, таких як неповне згоряння після спалювання відходів або в автомобілях, виробництво пестицидів та поліхлорованих біфенілів. Структурно подібні до діоксинів, ці дві сполуки мають спільні токсичні ефекти. Фурани стійкі в навколишньому середовищі і класифікуються як можливі канцерогени людини. Вплив фуранів на людину відбувається переважно через їжу, особливо продукти тваринного походження.

### Нові СОЗ у списку Стокгольмської конвенції
З 2001 року цей список було розширено, щоб включити деякі поліциклічні ароматичні вуглеводні (ПАВ), бромовані антипірени та інші сполуки. До початкового списку Стокгольмської конвенції 2001 року доповнено такі СОЗ:
- Хлордекон, синтетична хлорована органічна сполука, в основному використовується як сільськогосподарський пестицид, споріднений ДДТ і Мірекс. Хлордекон токсичний для водних організмів і класифікується як можливий канцероген для людини. Багато країн заборонили продаж і використання хлордекону або мають намір поступово відмовитися від запасів і відходів.
- α-Гексахлорциклогексан (α-HCH) і β-Гексахлорциклогексан (β-HCH) є інсектицидами, а також побічними продуктами виробництва ліндану. У навколишньому середовищі існують великі запаси ізомерів ГХГ. α-ГХЦГ і β-ГХЦГ дуже стійкі у воді холодних регіонів. α-ГХГ і β-ГХГ пов'язують із хворобами Паркінсона та Альцгеймера.
- Гексабромдифеніловий ефір (гексаБДЕ) і гептабромдифеніловий ефір (гептаБДЕ) є основними компонентами комерційного октабромдифенілового ефіру (октаБДЕ). Комерційний октаБДЕ є високостійким у навколишньому середовищі, єдиним шляхом деградації якого є дебромування та виробництво бромдифенілових ефірів, що може збільшити токсичність.
- Ліндан (γ-гексахлорциклогексан), пестицид, який використовується як інсектицид широкого спектру дії для обробки насіння, ґрунту, листя, дерев і деревини, а також проти ектопаразитів у тварин і людей (головні воші та короста). Ліндан швидко біоконцентрується. Він є імунотоксичним, нейротоксичним, канцерогенним, пов'язаним із пошкодженням печінки та нирок, а також негативним впливом на репродуктивну функцію та розвиток у лабораторних тварин і водних організмів. Виробництво ліндану ненавмисно утворює дві інші СОЗ α-ГХГ і β-ГХГ.
- Пентахлорбензол (PeCB) — пестицид і ненавмисний побічний продукт. PeCB також використовувався в продуктах PCB, носіях барвників, як фунгіцид, антипірен та хімічний проміжний продукт. PeCB є помірно токсичним для людини, але дуже токсичним для водних організмів.
- Тетрабромдифеніловий ефір (тетраБДЕ) і пентабромдифеніловий ефір (пентаБДЕ) є промисловими хімікатами та основними компонентами комерційного пентабромдифенілового ефіру (пентаБДЕ). ПентаБДЕ було виявлено у людей в усіх регіонах світу.
- Перфтороктансульфокислоту (PFOS) та її солі використовують у виробництві фторполімерів. PFOS та споріднені сполуки є надзвичайно стійкими, здатними до біонакопичення та біозбільшення. Негативний вплив слідових рівнів PFOS не встановлено.
- Ендосульфани — інсектициди для боротьби зі шкідниками культур, таких як кава, бавовна, рис, сорго та соєві боби, мухи цеце, ектопаразити великої рогатої худоби. Вони використовуються як засіб для захисту деревини. Глобальне використання та виробництво ендосульфану було заборонено відповідно до Стокгольмської конвенції в 2011 році, хоча багато країн раніше забороняли або запроваджували поступове вилучення цієї хімікати, коли було оголошено про заборону. Токсичний для людей, водних і наземних організмів, пов'язаний із вродженими фізичними розладами, розумовою відсталістю та смертю. Негативний вплив ендосульфану на здоров'я в першу чергу пов'язаний із його здатністю руйнувати ендокринну систему, діючи як антиандроген.
- Гексабромциклододекан (ГБЦД) — бромованим антипіреном, який в основному використовується в теплоізоляції в будівельній промисловості. ГБЦД стійкий, токсичний та екотоксичний, має властивості біоакумуляції та транспортування на великі відстані.

На одинадцятій зустрічі Сторін Стокгольмської конвенції три нові хімічні речовини було запропоновано внести до додатків А, В або С Стокгольмської конвенції, а саме пестицид метоксихлор та промислові хімікати дехлоран плюс і УФ-328. 
Метоксихлор використовувався як замінник ДДТ для боротьби з широким спектром шкідників, включаючи кусючих мух, кімнатних мух, личинок комарів, тарганів і мокриць на польових культурах, фруктах, овочах, декоративних рослинах, а також на худобі та домашніх тваринах. Відомо, що він дуже токсичний для безхребетних і риб, у тому числі через свою ендокринну дію, і був виявлений у довкіллі та біоті в Арктиці та Антарктиці, далеко від місць його виробництва та використання. Метоксихлор також був виявлений у сироватці крові, жирових тканинах, пуповинній крові та грудному молоці людини.
Дехлоран Плюс є антипіреном, а UV-328 - поглиначем ультрафіолету, обидві хімічні речовини широко використовуються як добавки до пластмас.
Ці три хімічні речовини пропонуються для включення до переліку на основі ретельного процесу розгляду ризиків, варіантів управління та альтернатив, проведеного Комітетом ООН з розгляду СОЗ.

## Вплив на здоров'я
Вплив СОЗ може спричинити вади розвитку, хронічні захворювання та смерть. Деякі є канцерогенами за IARC, можливо, включаючи рак молочної залози. Багато СОЗ здатні викликати ендокринні порушення в репродуктивній системі, центральній нервовій системі або імунній системі. Люди та тварини піддаються впливу СОЗ переважно через свій раціон, професійно або під час росту в утробі матері. Для людей, які не зазнали впливу СОЗ випадково чи професійно, понад 90 % впливу походить від харчових продуктів тваринного походження через біонакопичення в жирових тканинах і біонакопичення через харчовий ланцюг. Загалом рівень ПОП у сироватці крові зростає з віком і має тенденцію бути вищим у жінок, ніж у чоловіків.
Дослідження досліджували кореляцію між низьким рівнем впливу СОЗ і різними захворюваннями. Щоб оцінити ризик захворювання через СОЗ у певному місці, державні установи можуть провести оцінку ризику для здоров'я людини, яка враховує біодоступність забруднювачів та їх співвідношення доза-реакція.

### Ендокринні порушення
Відомо, що більшість СОЗ порушують нормальне функціонування ендокринної системи. Низький рівень впливу СОЗ під час критичних періодів розвитку плода, новонародженого та дитини може мати тривалий ефект протягом усього їхнього життя. Дослідження 2002 року підсумовує дані про ендокринні порушення та ускладнення для здоров'я внаслідок впливу СОЗ на критичних етапах розвитку протягом життя організму. Дослідження мало на меті відповісти на питання, чи може хронічний низький рівень впливу СОЗ мати вплив на ендокринну систему та розвиток організмів різних видів. Дослідження показало, що вплив СОЗ протягом критичного періоду розвитку може викликати постійні зміни в шляху розвитку організмів. Вплив СОЗ протягом некритичного періоду розвитку може не призвести до виявлених захворювань і ускладнень зі здоров'ям пізніше в їхньому житті. У дикій природі критичні часові рамки розвитку є в матці, в яйці та під час репродуктивних періодів. У людини критичний період розвитку припадає на період внутрішньоутробного розвитку.

### Репродуктивна система
Те саме дослідження 2002 року з доказами зв'язку між СОЗ і ендокринними порушеннями також пов'язало вплив низьких доз СОЗ із впливом на репродуктивне здоров'я. Дослідження показало, що вплив СОЗ може призвести до негативних наслідків для здоров'я, особливо в чоловічій репродуктивній системі, таких як зниження якості та кількості сперми, змінене співвідношення статей і раннє статеве дозрівання. Повідомлялося про зміни репродуктивних тканин і наслідків вагітності, а також ендометріоз у жінок, які зазнали впливу СОЗ.

#### Гестаційне збільшення ваги та окружності голови новонародженого
У грецькому дослідженні 2014 року вивчався зв'язок між збільшенням ваги матері під час вагітності, рівнем впливу ПХБ та рівнем ПХБ у новонароджених, їх вагою при народженні, гестаційним віком та окружністю голови. Чим нижчими були вага при народженні та окружність голови немовлят, тим вищими були рівні ПОП під час внутрішньоутробного розвитку, але лише якщо матері надмірно або недостатньо набирали вагу під час вагітності. Не було виявлено кореляції між впливом ПОП і гестаційним віком. Дослідження випадок-контроль 2013 року, проведене в 2009 році на індійських матерях та їхніх нащадках, показало, що пренатальний вплив двох типів хлорорганічних пестицидів (ГХГ, ДДТ і ДДЕ) погіршує ріст плоду, зменшує вагу при народженні, довжину, окружність голови та грудей.

### Вплив PFAS на здоров'я

Вплив впливу PFAS на здоров’я людини

Хімічні речовини, що порушують роботу гормонів , включаючи PFAS, пов’язані зі швидким зниженням фертильності людини. У мета-аналізі зв’язків між PFAS та клінічними біомаркерами ураження печінки людини автори розглянули вплив PFAS на біомаркери печінки та гістологічні дані експериментальних досліджень на гризунах і дійшли висновку, що існують докази того, що PFOA, перфторгексансульфонова кислота (PFHxS) і перфторнонанова кислота (PFNA) є гепатотоксичними для людини.
Багато комплексних епідеміологічних досліджень, які пов’язують несприятливий вплив на здоров’я людини з PFAS, зокрема PFOA, походять від наукової групи C8. Ця комісія була сформована в рамках групового позову, поданого громадами в долині річки Огайо проти DuPont у відповідь на скидання на сміттєзвалище та стічні води матеріалу, навантаженого PFAS, із заводу DuPont у Західній Вірджинії, Вашингтон. Експерти виміряли концентрацію PFOA (також відомого як C8) у сироватці крові у 69 000 осіб із заводу DuPont у Вашингтоні та виявили середню концентрацію 83,0 нг/мл порівняно з 4 нг/мл у стандартній популяції американців. Ця панель повідомляє про ймовірні посилання [ розпливчасто ]між підвищеною концентрацією PFOA в крові та гіперхолестеринемією, виразковим колітом , захворюваннями щитоподібної залози, раком яєчок, раком нирок, а також гіпертензією та прееклампсією, спричиненою вагітністю.

### Адитивний і синергетичний ефекти
Оцінка впливу СОЗ на здоров'я є дуже складною в лабораторних умовах. Наприклад, для організмів, які зазнали впливу суміші СОЗ, вважається, що вплив є адитивним. Суміші СОЗ в принципі можуть мати синергетичний ефект. При синергетичному ефекті токсичність кожної сполуки посилюється (або пригнічується) наявністю інших сполук у суміші. У сукупності результати можуть значно перевищувати приблизні адитивні ефекти суміші сполук ПОП.

## У міських районах і в закритих приміщеннях
Традиційно вважалося, що вплив СОЗ на людину відбувається в основному через їжу, однак моделі забруднення всередині приміщень, які характеризують певні СОЗ, поставили під сумнів це уявлення. Недавні дослідження пилу та повітря в приміщеннях показали, що середовище всередині приміщень є основним джерелом впливу на людину через вдихання та ковтання. Крім того, значне забруднення СОЗ у приміщеннях повинно бути основним шляхом впливу СОЗ на людину, враховуючи сучасну тенденцію проводити більшу частку життя в приміщенні. Кілька досліджень показали, що концентрації СОЗ у приміщенні (повітря та пил) перевищують концентрації СОЗ поза приміщенням (повітря та ґрунт).

## У дощовій воді
У 2022 році було виявлено, що рівні принаймні чотирьох перфторалкілових кислот (PFAA) у дощовій воді в усьому світі повсюдно, і часто значно, перевищували рекомендації EPA щодо здоров’я питної води протягом усього життя, а також порівнювані стандарти безпеки Данії, Голландії та Європейського Союзу , що призвело дослідників до зробити висновок, що «глобальне поширення цих чотирьох PFAA в атмосфері призвело до перевищення планетарної межі хімічного забруднення». Існують деякі кроки щодо обмеження та заміни їх використання.

## У косметиці та засобах особистої гігієни
Пер- та поліфторалкільні речовини (PFAS) — це клас із приблизно 9000 синтетичних фторорганічних сполук, які містять кілька високотоксичних атомів фтору, приєднаних до алкільного ланцюга. PFAS використовуються у виробництві широкого асортименту продуктів, таких як упаковка для харчових продуктів і одягу. Вони також використовуються великими компаніями косметичної промисловості в широкому асортименті косметики, включаючи губну помаду, підводку для очей, туш, тональний крем, консилер, бальзам для губ, рум'яна, лак для нігтів та інші подібні продукти. Дослідження 2021 року протестувало 231 засіб косметики та особистої гігієни та виявило органічний фтор, індикатор PFAS, у більш ніж половині зразків. Високий рівень фтору найчастіше виявлявся у водостійкій туші для вій (82 % протестованих марок), тональних кремах (63 %) і рідкій помаді (62 %). Оскільки сполуки PFAS дуже рухливі, вони легко всмоктуються через шкіру людини та через слізні шляхи, і такі продукти на губах часто мимоволі потрапляють всередину. Виробники часто не маркують свої продукти як такі, що містять PFAS, що ускладнює споживачам косметики уникати продуктів, що містять PFAS.

## Контроль і видалення в навколишнє середовище
Поточні дослідження, спрямовані на мінімізацію СОЗ у навколишньому середовищі, вивчають їх поведінку в реакціях фотокаталітичного окислення. СОЗ, які найчастіше зустрічаються в організмі людини та у водному середовищі, є основними предметами цих експериментів. У цих реакціях були виявлені ароматичні та аліфатичні продукти розпаду. Фотохімічна деградація є незначною порівняно з фотокаталітичною деградацією. Метод видалення СОЗ із морського середовища, який досліджувався, — це адсорбція. Це відбувається, коли абсорбуюча розчинена речовина вступає в контакт з твердою речовиною з пористою структурою поверхні. Цю техніку дослідив Мохамед Нагіб Рашед з Асуанського університету, Єгипет. Поточні зусилля більше зосереджені на забороні використання та виробництва СОЗ у всьому світі, а не на видаленні СОЗ.